# Living Theatre

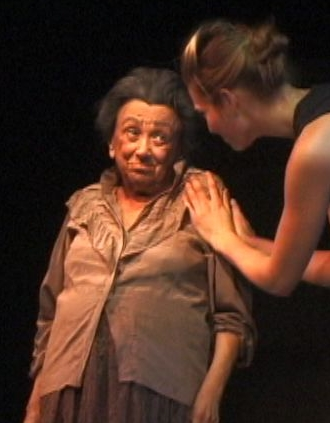
Judith Malina jouant Maudie dans Maudie and Jane (2008).

Le Living Theatre est une troupe de théâtre expérimental libertaire créée en 1947 à New York par Judith Malina (1926-2015), metteuse en scène d'avant-garde, et Julian Beck (1925-1985), scénographe et dramaturge.
À travers des œuvres libertaires engagées fortement influencées par Antonin Artaud et par le théâtre épique, le Living a permis un renouvellement des formes théâtrales et a eu une influence importante sur le théâtre des années 1950 à aujourd'hui.

## Histoire du Living Theatre
D'origine allemande Judith Malina, née en 1926, s'est très tôt intéressée au théâtre européen. Ambitionnant dans un premier temps de devenir actrice, elle intègre la News School’s Dramatics Workshop d’Erwin Piscator en 1945, et s'oriente alors vers la mise en scène. Julian Beck est né en 1925 à New-York, de parents enseignants. Il se dirige tout d’abord vers la peinture mais s'initie au théâtre au contact de Malina, qu'il rencontre en 1943. C’est ensemble qu’ils décident de fonder le Living Theatre en 1947. Ils concrétisent ainsi leurs idéaux artistiques et politiques communs. Le Living a connu des évolutions majeures.

### Théâtre de texte (1951-1954)
À partir de 1951, le Living Theatre s'établit dans sa première salle, le Cherry Lane Theatre à New York. C'est dans ce lieu que la troupe associe le théâtre à la poésie en montant des textes de Paul Goodman, Bertolt Brecht, Federico Garcia Lorca, Allen Ginsberg. Leurs créations s'opposent radicalement au théâtre de Broadway, et ils créent ainsi le off-Broadway. L'utilisation de la poésie permet au Living de libérer le langage théâtral traditionnel. Ils se dirigent vers un théâtre vivant où la parole retrouve ses valeurs et sa force. C'est en découvrant Ce soir on improvise de Pirandello que le Living s'intéresse à une nouvelle forme théâtrale qu'est le méta théâtre.

### Métathéâtre (1955-1959)
La conception du métathéâtre découvert par la troupe new-yorkaise, dans les œuvres de Pirandello, devient alors un réel intérêt. À travers trois spectacles, Tonight we improvise, The Connection et Many Loves, le Living s'interroge sur le rapport entre la fiction et la réalité, le théâtre et la vie. Ce sont des sujets de réflexion qui les amènent à penser à la signification même du théâtre et à la manière de représenter. Dans The Connection, une pièce à scandale, la troupe mêle acteurs et vrais drogués sur scène, créant une confusion pour le spectateur, entre la fiction et la réalité. Après cette expérience, les comédiens se détournent du métathéâtre, le jugeant malhonnête à l'égard du public. Les spectacles suivants ne confrontent plus le théâtre à la vie mais associent l'art à la vie.

### Théâtre engagé (1959-1970)

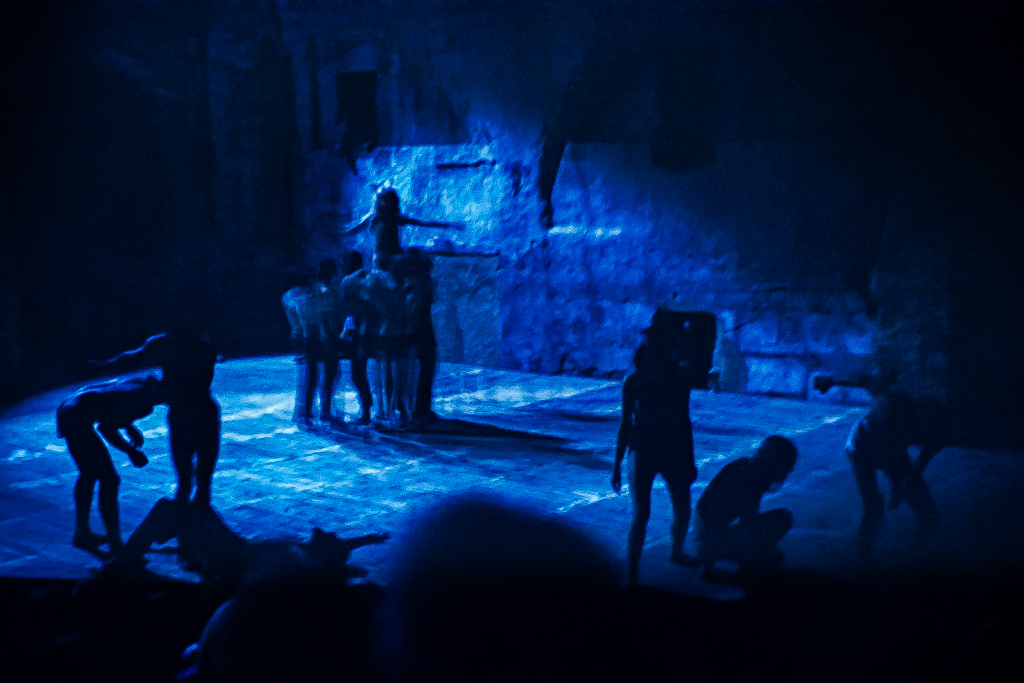
Festival d'Avignon, Paradise now, Cloître des Carmes

Au début des années 1960, en réaction au contexte politique des États-Unis et face à la guerre du Viêt Nam, le Living radicalise ses idées anarchistes et pacifistes. Puis, découvrant Artaud, la troupe choisit d’associer le corporel à l’intellect. C’est avec le spectacle The Brig qu’ils mettent en pratique les théories d’Artaud. Les acteurs, adoptant les principes du « théâtre de la cruauté », rendent compte de la violence d’un milieu carcéral. Le Living est expulsé de son théâtre à la suite de la représentation du spectacle The Brig. Ils décident donc de s’exiler en Europe où ils s’orientent vers la performance et le happening et privilégient les messages révolutionnaires à la forme dramatique.
Après deux ans de tournée avec le spectacle Paradise Now, le groupe décide de se dissocier. Beck et Malina ont poursuivi leur passion créative et leurs recherches formelles sur le théâtre de leur côté jusqu'à la mort de Julian en 1985. Le Living Theatre est passé par de nombreuses évolutions. Celles-ci sont à mettre en lien avec le contexte dans lequel la troupe a évolué. Passant d’un théâtre de texte traditionnel à un théâtre au service du réel, le Living est surtout connu pour cette dernière période plus engagée.

## Relation acteurs et spectateurs
Les propositions de spectacle du Living sont à mettre en lien avec la position du spectateur et sa participation. Le Living donne au spectateur un rôle primordial, c’est à lui d’inventer les solutions du spectacle. La troupe met en mouvement le public et celui-ci peut devenir acteur du spectacle. Pour cela, les spectacles sont construits selon plusieurs étapes, chacune amenant un moment de « théâtre libre » où le spectateur est invité à devenir acteur.

« Beck a dessiné pour Paradise, un jeu de l'oie en huit sections que les spectateurs guidés par les acteurs doivent parcourir ensemble. »

Le spectateur se voit proposer des thèmes d’improvisation. Cet instant appelé « théâtre libre » permet au spectateur de venir sur scène et d’improviser au cours du spectacle. Au cours de certains exercices, se dégage un sentiment de communauté et de confiance. Lors des spectacles de la troupe, le spectateur devient actif de manière corporelle, mais il l’est aussi intellectuellement

## Le corps en jeu
Les principes du happening et de l’improvisation repris par le Living mettent à contribution le corps de l’acteur. Le corps n’est plus soumis à un texte qui le prédétermine mais est confronté à l’imprévisible et au hasard. Le corps lors des happenings est confronté à un espace différent de celui de la scène théâtrale.
Ainsi la notion du corps du comédien est primordiale pour la troupe. Elle se rattache à Artaud et son théâtre de la cruauté. Le Living a donc repris à son compte ses théories, notamment en ce qui concerne le corps et la voix des acteurs. L’acteur à travers un entrainement qui vise à contrôler mentalement son corps et sa voix peut rendre compte d’un processus de la violence. Ainsi, les comédiens peuvent se plonger dans un état psychologique afin de montrer de manière convaincante, une violence simulée. Pour Malina, il s’agit de « guérir le mal par le mal, de susciter une répulsion à l’égard de la violence […] ».

## Théâtre et vie anarchistes
Le Living est fortement marqué par les idées anarcho-pacifistes de Malina et Beck. 

« La non violence, l'antimilitarisme, ne sont pas tout chez Judith et Julian. Ils ont fait leurs les thèses anarchistes les plus spécifiques : suppression de l'État, de toute forme d'autorité (...), de transactions monétaires (...) »

. Désireux d’un monde sans gouvernement, ils aspirent à l’égalité entre les membres de la troupe et n’imposent pas leurs idées en tant que fondateurs du groupe. De plus, ils remettent en cause l’architecture fermée des théâtres. C’est ainsi qu’ils sortent dans la rue et se mêlent au peuple. C’est un théâtre de révolution et d’émancipation. Cette volonté d’égalité est renforcée par l’abolition de la contribution financière de la part du public, remplacée alors par une collecte.

L’idéologie anarchiste est également caractérisée par le chaos régnant sur scène. Dans Paradise Now, les comédiens ont des rapports sexuels sur scène et invitent le public à se joindre à eux.

« Les thèmes de Paradise Now reprennent les chants des rues de Jackson Mac Low dans Mysteries, en y ajoutant d'autres revendications : suppression de l'argent et des passeports, nudité, droit de fumer de la marijuhana (..). Une jeune fille est montée sur scène, s'est dévêtue et a déclaré : « Voilà, je suis nue, j'avais le droit de le faire ». »

En parallèle à ses recherches théâtrales, le Living a développé une vie communautaire intense au sein de la troupe. Les idées politiques du groupe sont exprimées par leurs actes théâtraux mais aussi à travers leur manière de vivre. « Je ne choisis pas de travailler dans le théâtre mais dans le monde. Le Living Theatre est devenu ma vie, le théâtre vivant. ». Cette phrase de Julian Beck illustre bien l’idéologie d’un tel projet. L’engagement personnel du Living a engendré pour la troupe de nombreux affrontements avec les institutions et la police. La troupe ne reculait pas face aux résistances et restait convaincue par ses idées. L’expulsion du groupe par les autorités américaines à la suite du spectacle The Brig ne les a pas fait fléchir. La troupe organisa des sit-in et reprit le spectacle. 

« Leur procès (de Beck et Malina) en 1964 en a fait les héros (et les martyrs) de la lutte contre la société capitaliste, dans la tradition américaine de la désobéissance civile de Thoreau. »

## L'«effet Living»
Le Living est venu pour la première fois en Europe au début des années 1960, à l'initiative du jeune metteur en scène Daniel Zerki, mais c'est seulement à partir de 1967 que « l'effet Living » apparaît. En France, le Living a eu un impact important, notamment lors de sa venue au festival d’Avignon en 1968. Le Living a apporté une nouvelle esthétique théâtrale française notamment sur la conception du jeu de l'acteur, du spectateur et de l'espace scénique.

« Le Living apporte en Europe les nouvelles techniques du jeune théâtre américain : le happening, le yoga, les exercices de Joseph Chaikin. Il passe de la représentation à la participation, du texte écrit à l'improvisation collective et au free theatre »

À partir du Living, la notion d'acteur a évolué tant au niveau professionnel que social. Ils ont ouvert la voie à d'autres formes de jeu. Ainsi sur scène, à la manière d'Antonin Artaud, de nombreux acteurs redonnent vie aux gestes, aux corps, aux cris que les mots leur avaient enlevés. Dans le spectacle Antigone, les corps sont libérés, les acteurs lâchent des hurlements, l'acteur se libère de tout comportement social. L'avant-garde américaine des années 1960, sur l'exemple du Living Théâtre cherche à créer une communication corporelle plus directe. Ainsi, deux groupes new-yorkais caractérisent cette évolution radicale : The Open Theater (en) fondé en 1963, par Joseph Chaikin (en) (ancien membre du Living) et le Performance Group, fondé en 1967 par Richard Schechner.
Le Living avait pour objectif de « revendiquer et de faire sortir du théâtre » et de mettre ainsi en valeur l'identité de l'acteur. Ce théâtre revendique aussi la forme du groupe et le style de vie communautaire d'un théâtre vivant. Pendant plusieurs années, la notion de Groupes a dominé le théâtre, les acteurs ne formaient plus des compagnies mais des collectifs, des coopératives d'artistes. L'acteur possède ainsi un double rôle, à la fois professionnel en tant que comédien sur scène et social car il est ancré dans une vie communautaire au quotidien. Il y a donc eu dans les années 1960, en Europe, grâce au Living, une nouvelle impulsion théâtrale.

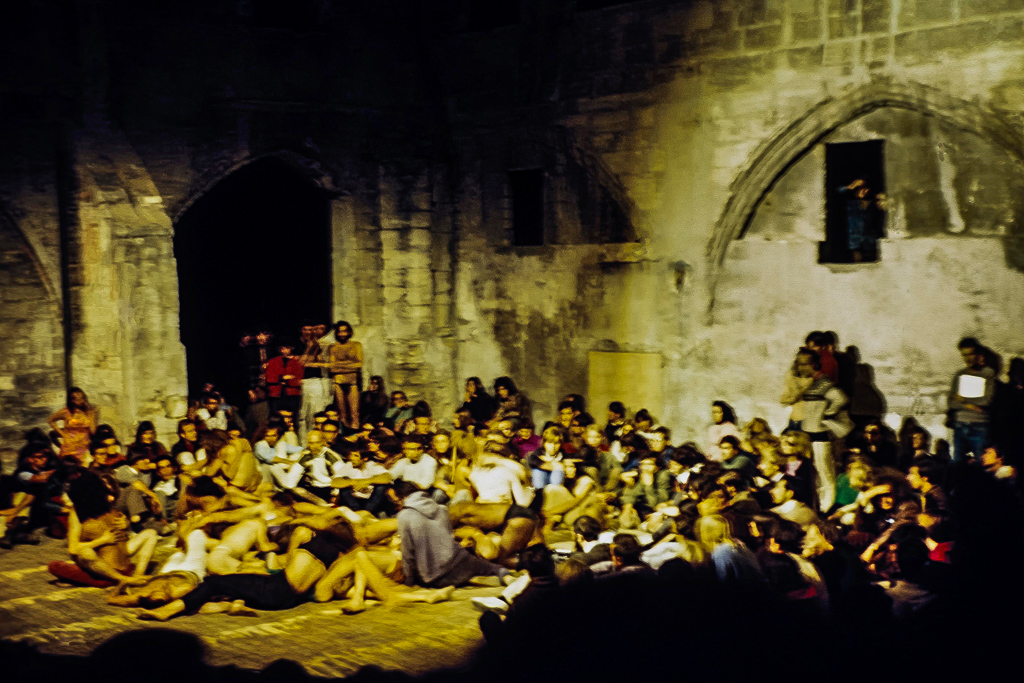
Living Theatre, Paradise now, Cloître des Carmes

La notion de spectateur s'est aussi transformée avec le Living. Lors de leurs spectacles, le spectateur a la possibilité de devenir acteur du spectacle et de choisir le rôle de « spectateur participant ». Un nouveau public émerge dans les années 1970 : ainsi le public se divise et peut se convertir en acteur. Une communion se crée entre les comédiens et les spectateurs, la scène et la salle, et le spectacle se construit avec le spectateur et non plus pour le spectateur. Avec le Living, la liberté du public apparaît, celui-ci a le choix d'agir ou de regarder. Par cette fusion, l'espace scénique est lui-même modifié, déconstruit et permet un véritable échange entre les comédiens et le public. Dans le spectacle Paradise Now, par exemple, le public est sans cesse invité à rejoindre les acteurs sur scène pour dénoncer ou communier.
Lors du 22e festival d'Avignon, le Living invité est programmé pour trois pièces au Cloître des Célestins : Antigone, sur un texte de Brecht, et deux créations de la troupe, Small Mysteries et Paradise Now. Lors de la représentation de Paradise Now, le 24 juillet, Julian Beck incite le théâtre à « sortir de sa prison » pour déboucher dans la rue. À la suite du spectacle, un défilé se poursuit dans les rues d'Avignon, aux cris de « le théâtre est dans la rue ». Le lendemain, le maire, à la suite de plaintes, prend la décision de demander au Living de remplacer Paradise Now par une des deux autres pièces de son répertoire.
L'adhésion des spectateurs à Paradise Now en a fait un événement politique, et le Living, par sa pratique de l'art, a secoué l'imaginaire social des jeunes Français. Le Living incarne toute une génération, celle qui veut se libérer des conventions bourgeoises qui régissent le système.

## Productions principales
- Doctor Faustus Lights the Lights (en) de Gertrude Stein (1951)
- Tonight We Improvise de Pirandello(1955), puis repris en 1959.
- The Connection de Jack Gelber (1959)
- Many Loves de William Carlos Williams(1959)
- Homme pour Homme de Brecht (1962)
- The Brig de Kenneth H. Brown (1963)(en:The Brig (play))
- Misteries and smaller pieces (1964)
- Frankenstein (1965)
- Antigone d'après Brecht (1967)
- Paradise Now de Julian Beck et Judith Malina (1968)

## Publications
- Julian Beck, Theandric, Julian Beck Last Notebook, traduction française de Fanette et Albert Vander, Théandrique ou la possibilité de l'utopie, L'Harmattan, 1998
- Julian Beck, The Life of the Theatre, traduction française de Fanette et Albert Vander, La Vie du théâtre, Gallimard, NRF, 1978

### Presse
- Déclaration du Living au festival d'Avignon, article de La Presse anarchiste

### Télévision
- Living Theatre : le théâtre anarchiste, Radio-télévision belge de la Communauté française, Sonuma, 16 mai 1962, voir en ligne.